# Jahor Filipenka
Jahor Oesevaladavitsj Filipenka (Russisch: Егор Всеволодович Филипенко) (Wit-Russisch: Ягор Усеваладавіч Філіпенка) (Minsk, 10 april 1988) is een Wit-Russisch voetballer die bij voorkeur als centrale verdediger speelt. Hij tekende in januari 2015 bij het Spaanse Málaga CF. In 2007 debuteerde hij voor Wit-Rusland.

## Clubcarrière
Filipenka debuteerde in 2006 in de A-selectie van BATE Borisov. In januari 2008 trok hij naar het Russische Spartak Moskou. Die club leende hem uit aan Tom Tomsk, Sibir Novosibirsk en zijn eerdere werkgever BATE Borisov. In februari 2012 keerde de centrumverdediger definitief terug bij BATE Borisov. Met die club werd hij vier jaar op rij landskampioen. Op 5 januari 2015 maakte Filipenka transfervrij de overstap naar het Spaanse Málaga CF, waar hij een contract tekende tot medio 2016.

## Interlandcarrière
Filipenka maakte op 12 september 2007 zijn debuut in het Wit-Russisch voetbalelftal in een kwalificatiewedstrijd voor het Europees kampioenschap voetbal 2008 tegen Slovenië (1–0 verlies). Na 74 minuten verving hij clubgenoot Henadz Bliznyuk. Op 10 september 2013 maakte hij zijn eerste doelpunt voor Wit-Rusland in de WK-kwalificatiewedstrijd tegen Frankrijk (2–4 verlies).

## Erelijst
| Kampioen Vysjejsjaja Liga | 4x | 2011, 2012, 2013, 2014 |
| Supercup                  | 2x | 2011, 2014             |